# LG Display
LG Display ist ein südkoreanisches Unternehmen mit Sitz in Seoul (Südkorea).
Das Unternehmen entstand 1999 unter dem Namen LG.Philips LCD als ein Joint-Venture des niederländischen Unternehmens Philips und des südkoreanischen Unternehmens LG Electronics. Es ist auf die Herstellung von Flüssigkristallbildschirmen (LCDs) spezialisiert. Im Juli 2004 wurde das Unternehmen an die Börsen in New York und Seoul platziert. Im Februar 2008 wurde eine Namensänderung in LG Display von den Aktionären beschlossen, da Philips einen Großteil seiner Aktien verkaufte. Am 15. März 2009 verkaufte Philips die letzten Anteile.
Hauptkonkurrenten im Bereich der LCDs sind Samsung Electronics, Sony und Sharp.

Logo vor der Namensänderung